# Caterina Galli
Caterina Galli (Cremona, 1723 – Chelsea, 1804) è stata un mezzosoprano italiano.
Inizialmente divenne famosa in Inghilterra nel 1740 e prima parte del 1750 dove fu particolarmente ammirata per le sue interpretazioni nei lavori di Georg Friedric Händel. Successivamente ottenne il successo nel suo paese nativo nel 1750 e 1760, prima di ritornare in Inghilterra dove rimase in attività come cantante fino a tutto il 1797.

## Primi anni e carriera
Nulla si sa della formazione iniziale della Galli e della carriera a parte il fatto che si formò nel suo paese natale. Il primo rapporto decisivo sulla cantante fu del 1742 quando arrivò a Londra con la collega cantante d'opera Giulia Frasi. Fece la sua prima apparizione sul palcoscenico di Londra il 12 dicembre 1742 come Artaserse nella prima mondiale di Mandane di Giuseppe Ferdinando Brivio. Lo storico della musica Charles Burney scrisse che, "la Galli, dopo il trapianto dall'Italia, mise radici in questo paese e rimase qui per molti anni, sempre accolta dal favore del pubblico." Il suo repertorio operistico consistette principalmente di ruoli en travesti. Nel 1753 cantò il ruolo dello Spirito nella prima della revisione finale di Alfred di Thomas Arne.
Eredità duratura della Galli è il suo lavoro come cantante di oratorio. Fu allieva di Georg Friedrich Händel ed in particolare cantò nella prima mondiale di Giuda Maccabeo (1747, uomo Israelita), Joshua (1747, Otniel), Alexander Balus (1748, protagonista), Solomon (1749, protagonista), Susanna ( 1749, Joachim), Teodora (1749, Irene), e Jephtha (1752, Storgé). Apparve inoltre al King's Theatre nelle prime di due pasticci di Händel, Rossane o Alessandro nell'Indie (1743) e Lucio Vero (1747), ed eseguì riprese di molti di altri suoi oratori e opere.

## Ritorno in Italia
Nel 1754 la Galli ritornò in Italia dove passò più dei successivi dieci anni esibendosi nei più importanti teatri di Genova, Napoli e Venezia. Il 10 luglio 1758 fu la prima interprete di Valentiniano III nella prima mondiale di Ezio di Gaetano Latilla al Teatro San Carlo. Si esibì in diverse altre prime in quel teatro, compresi i ruoli di Medarse in Siroe di Pasquale Errichelli il 26 dicembre 1759; Teagene in Achille in Sciro di Johann Adolph Hasse il 4 novembre 1759; e Arpalice in Ciro riconosciuto di Niccolò Piccinni. Al Teatro San Benedetto in Venezia ella interpretò il ruolo di Giulia Mammea nella prima mondiale di Alessandro Severo di Antonio Sacchini nel 1762. Nell'estate del 1766 creò il ruolo della protagonista nella prima di Semiramide di Josef Mysliveček al Teatro di Cittadella in Bergamo.

## Carriera in Inghilterra
Dopo 1770, la Galli fu ancora una volta impegnata sul palco di Londra. Ebbe un particolare successo come contralto solista nel Messiah di Händel al Haymarket Theatre nel 1773. Quello stesso anno cantò il ruolo di Aniceto in Lucio Vero di Antonio Sacchini, di grande successo al King's Theatre, di fronte al soprano Cecilia Davies. Per il resto della sua carriera fu principalmente attiva al King's Theatre, eseguendo sia ruoli seri che comici. Nel 1777 annunciò il suo ritiro dalle scene con un concerto di addio a Londra il 30 maggio di quell'anno.
La Galli è stata amica stretta della collega la cantante Martha Ray, che era l'amante da lunga data di John Montagu, IV conte di Sandwich. In particolare era con la Ray la notte in cui lei fu assassinata da James Hackman dopo l'esecuzione dell'opera comica Love in a Village di Thomas Arne e Isaac Bickerstaffe, al Covent Garden il 7 luglio 1779. La Galli decise di abbandonare a sessant'anni, quando cominciarono i problemi economici. È apparsa ancora come cantante di oratorio ed opera al Covent Garden più avanti nel 1797, quando aveva 70 anni. Queste tardive esecuzioni però, non furono ben accolte dal pubblico come quelle della sua precedente carriera. Visse a Londra fino alla sua morte nel 1804.